# Héctor Hammond
Hector Hammond es un personaje ficticio, un supervillano que aparece en los cómics publicados por DC Comics, que es principalmente en el enemigo de la Linterna Verde. A diferencia de muchos supervillanos, Héctor no usa el alias.
Peter Sarsgaard hizo su debut interpretando a Héctor Hammond en la película Linterna Verde (2011).

## Historial de publicación
Héctor Hammond apareció originalmente en Green Lantern (vol. 2) # 5 (marzo-abril de 1961) y fue creado por John Broome y Gil Kane.

## Historia
Hammond es un delincuente de poca monta que huye de la ley cuando descubre los fragmentos de un extraño meteoro en el bosque (más tarde recuperado como parte del mismo meteoro que aterriza en África, Gorilla Grodd en súper evolución y los otros gorilas de Gorilla City). Al observar que la radiación del meteoro ha hecho que las plantas cercanas evolucionen rápidamente, Hammond decide secuestrar a cuatro científicos y exponerlos al meteoro en una isla remota. La radiación hace que sus intelectos evolucionen, pero también tiene el efecto secundario de minar su voluntad. Hammond puede obligar a los científicos a utilizar su intelecto intensificado para crear nuevos inventos asombrosos, que Hammond vende para su propio beneficio.
Hammond se convierte rápidamente en una rica celebridad debido a la riqueza que ha adquirido. El Green Lantern Hal Jordan le pide a su amigo y mecánico, Thomas Kalmaku, que asuma el papel de Green Lantern mientras Jordan investiga a Hammond. Jordan crea un anillo de poder y un disfraz duplicados para que Kalmaku engañe a Hammond, y le dice que vuele sobre Coast City para que se piense que Green Lantern estaba allí. Los científicos intentaron usar un dispositivo para traerles este Green Lantern, pero el anillo se le quitó primero del dedo y cayó en la isla, donde Hammond lo encontró. Sin darse cuenta de la suplantación, Hammond roba su anillo y convierte a Kalmaku en un chimpancé. Jordan se enfrenta a Hammond personalmente en una batalla de anillos de poder que termina solo cuando se agota la carga del anillo de Hammond, lo que le permite capturarlo y restaurar a Kalmaku y a los científicos. Eliminó la memoria de los científicos sobre su conocimiento y también se deshizo de los inventos, sintiendo que la humanidad debería avanzar de manera más constante.
Hammond regresa en Justice League of America # 14 (septiembre de 1962), donde ha logrado escapar de la prisión y se expone deliberadamente al meteorito. La radiación hace que su cerebro crezca a un tamaño enorme, lo que le otorga poderes psiónicos e inmortalidad en el proceso. Captura a Green Lantern usando un "desmemoriador" inventado por Amos Fortune, pero luego es capturado. Desafortunadamente, su cuerpo se inmoviliza y pierde el poder de hablar. Atrapado en un estado inmóvil, Hammond todavía puede usar sus poderes psiónicos para controlar las mentes de los demás. Intenta robar el anillo del Green Lantern, pero Jordan logra ordenarle a su anillo que se agote el poder cuando sale de su dedo, después de lo cual Jordan deja a Hammond inconsciente.
Hammond es responsable de la creación de la segunda Banda de la Escalera Real en Justice League of America # 203 (junio de 1982). Hammond y la banda son derrotados cuando el Dr. Martin Stein, la mitad del superhéroe Firestorm, somete a Hammond en el plano astral.
Estuvo involucrado en borrar los recuerdos del mundo de la JLA en las Ligas de las Justicias.
Además de luchar contra Hal Jordan, Hammond también ha luchado contra los Green Lanterns Alan Scott y Kyle Rayner.

## Poderes y habilidades
Hammond en su estado mutado exhibe un intelecto a nivel de genio, así como potentes habilidades telepáticas y telequinéticas que incluyen lectura mental, control mental, proyección astral, levitación, proyectar explosiones psiónicas dañinas, mover objetos físicos con su mente y, en ocasiones, muestra la capacidad para absorber y redirigir mentalmente el plasma esmeralda de Green Lantern. En algunas encarnaciones, su cuerpo se ha atrofiado hasta el punto en que no puede caminar y tiene que atar su cabeza a una silla para soportar su peso.
Como anfitrión de Ophidian, tiene acceso a los poderes de un Orange Lantern, sin necesidad de un anillo de poder naranja para acceder a ellos.

## En otros medios

### Televisión
- Héctor Hammond aparece en Teen Titans Go! episodio "Orangins".

### Película
Peter Sarsgaard interpretó a Héctor Hammond en la película de acción en vivo Linterna Verde de 2011, dirigida por Martin Campbell. Esta versión de Héctor Hammond es un profesor de xenobiología, un viejo amigo de Hal Jordan y el hijo del senador estadounidense Robert Hammond. Es convocado por Amanda Waller, del DEO, para realizar una autopsia del cuerpo recuperado de Abin Sur. Durante la operación está infectado con el ADN de Parallax, que está oculto en las heridas de Abin, lo que hace que la cabeza de Héctor crezca y le dé poderes telepáticos y telequinéticos, lo que creó un vínculo mental entre Parallax y Hammond. A Hammond le gustan sus nuevos poderes, lo que lo vuelve loco, lo que lo lleva a matar a su padre quemándolo en una cámara de vidrio. La infección tiene el efecto secundario de debilitar su cuerpo, hasta el punto de que se ve obligado a usar una silla de ruedas en su confrontación final con Hal, pero podría hablar incluso con su cráneo bulboso. Bajo las órdenes de Parallax de matar a Hal, Héctor secuestra a Carol Ferris con la intención de usarla como rehén e infectarla con una muestra de ADN de Parallax, pero Hal ofrece intercambiar su anillo de poder por Carol. Héctor está de acuerdo, solo para volver al trato y poder usar el anillo para matar a Hal, pero Hal revela que aunque el anillo está en el dedo de Hammond, aún conserva el control del poder del anillo, ya que el anillo lo eligió. Hal derrota a Hammond lanzando su ataque contra él. Cuando Parallax poco después llega a la Tierra, mata a Hammond por fallarle.

### Videojuegos
Héctor Hammond es reproducible y (solo Wii U) jugable en Scribblenauts Unmasked: A DC Comics Adventure. Esta versión tiene el vello facial más visible (su bigote), una cabeza más grande y con venas, es capaz de moverse y puede volar sin el uso de su silla.